# Организованная преступность в Сербии
Сербская организованная преступность или Сербская мафия (серб. Српска мафија / Srpska mafija) — собирательное название преступных группировок, которые базируются в Сербии, Черногории, Боснии и Герцеговине (в т. ч. Республике Сербской), либо же состоят из этнических сербов, босняков и черногорцев, но действуют за пределами бывшей Югославии. Мафия занимается контрабандой, продажей и сбытом оружия и наркотических веществ, нелегальным бизнесом и его крышеванием, а также убийством неугодных лиц. Сербская мафия включает в себя несколько крупных организованных преступных группировок, действующих по всей Европе. Сербская мафия считается крупнейшим поставщиком кокаина в Европу, также её банды совершили серию крупнейших ограблений в Европе. Основными группировками сербской мафии являются Вождовацкая, Сурчинская и Земунская преступные группировки, которым подчинены более мелкие. На сегодняшний день в Сербии насчитывается около 30-40 действующих преступных группировок. В настоящее время этнические сербские ОПГ организованы в горизонтальном порядке, их высокопоставленные деятели не всегда управляются прямо лидером банды. По данным Интерпола, сербская мафия действует как минимум в 10 странах, а в розыске Интерпола находится 350 граждан Сербии, считающихся ближайшими соратниками лидеров крупнейших преступных картелей.
В 1970-е годы в преступном подполье Европы появились банды, членами которых были граждане СФРЮ. Эти банды занимались преимущественно грабежом, рэкетом, отмыванием денег и контрабандой, однако все полученные бандитами материальные блага вывозились в Югославию. Многие из членов сербской мафии приговаривались европейскими судами к лишению свободы, однако на родине почти никто из мафиози к уголовной ответственности не привлекался. Это породило слухи в прессе о сотрудничестве мафиози с югославскими спецслужбами, и положило начало вражде сербской мафии с хорватской и албанской, как «идеологическими» противниками (сербская мафия открыто не выступала против распада СФРЮ, в то время как хорватская и албанская мафии сотрудничали с политической эмиграцией). В 1990-е годы практически все члены сербской мафии так или иначе участвовали в гражданской войне в Югославии, оказывая посильную помощь вооружённым силам Республики Сербской и Республики Сербская Краина (лидеры группировок и рядовые члены участвовали в боях на передовой, некоторые были отмечены государственными наградами). Факты сотрудничества некоторых членов сербской мафии со спецслужбами Югославии и их идеологической подготовке доказаны документально: так, Милорад «Легия» Улемек имел звание полковника вооружённых сил Югославии и командовал подразделением по специальным операциям «Красные береты» во время югославских войн; также он спланировал убийство сербского премьер-министра Зорана Джинджича.

## История

### Зарождение мафии
Крёстным отцом сербской мафии считается Любомир Магаш, известный под прозвищем Люба Земунский или Люба Земунец (серб. Ljuba Zemunac), чья банда орудовала в Германии и Италии в 1970-х–1980-х годах и который был убит в 1986 году Гораном «Маймуном» Вуковичем. Ещё одна сербская банда орудовала в Нидерландах: её главой был Сретен Йоцич по кличке «Йоца Амстердамский» (серб. Joca Amsterdam), а наиболее известными гангстерами были Вукасин Деспотович и Дарио Ивишич, занимавшиеся торговлей наркотиками в Нидерландах. Йоца ввозил огромное количество кокаина из Колумбии, за что получил прозвище «Кокаиновый король Нидерландов». Любинко «Дуя» Бечирович был непосредственным боссом Йоцы, а сам Йоца позднее занимался наркоторговлей и рэкетом в Сербии и Болгарии, пользуясь услугами Сурчинской преступной группировки, одной из наиболее могущественных группировок Белграда. В 2002 году Йоцу арестовали в Болгарии, а в 2008 году его обвинили в убийстве Иво Пуканича, который был взорван в собственном автомобиле в Загребе.
Ключевой фигурой сербского преступного подполья считается Желько Ражнатович, который в 1970-х–1980-х годах совершил серию налётов на магазины и банки Бельгии, Нидерландов, Швеции, Германии, Австрии, Швейцарии и Италии, получил несколько тюремных сроков, но всякий раз сбегал из тюрем: за это время он установил крепкие связи с другими сербскими уголовными авторитетами. В 1990-е годы Желько стал лидером группировки «Delije Sever», ультрас футбольного клуба «Црвена Звезда».

### Деятельность мафии в 1990-е годы
Политическая нестабильность, которая привела к развалу Югославии в 1991 году, вылилась в большую гражданскую войну, главными участниками которой были хорваты, сербы и боснийцы. В мае 1992 года на Союзную Республику Югославию были наложены международные санкции, что привело к международной изоляции. Значительная часть мафии участвовала в югославских войнах на стороне вооружённых сил Республики Сербской и Республики Сербская Краина. Тем не менее, от преступной деятельности из них редко кто отходил; ряды мафии стали пополняться молодёжью. В 1992 году полиция арестовала группу бандитов из ОПГ «Пеца», среди которых был и Душан Спасоевич, один из основателей Земунской преступной группировки. В октябре того же года по Белграду прокатилась война группировок, в результате которой был застрелен преступный авторитет из Вождоваца Александр «Кнеле» Кнежевич.
Желько Ражнатович был командиром Сербской добровольческой гвардии, сражавшейся в Югославских войнах на стороне сербских государственных образований против вооружённых сил Хорватии и Республики Босния и Герцеговина, а также иных военизированных группировок. Личный состав Сербской добровольческой гвардии был укомплектован как профессиональными военными, так и ультрас «Црвены Звезды», а также обычными хулиганами и бандитами со всей Сербии. Отряд СДГ был известен благодаря тому, что собрал огромное количество трофеев на поле боя. В 1993 году Аркан основал Партию сербского единства, с которой неудачно участвовал в выборах, однако к тому моменту он стал уважаемым человеком в глазах сербского преступного подполья и националистических движений. Его супругой стала певица Цеца.
Почти никто из мафии Югославии не привлекался к уголовной ответственности у себя на родине, что породило слухи о покровительстве со стороны политиков: министр внутренних дел СФРЮ Стане Доланц пользовался услугами мафии для устранения политических противников Югославии. В 1990-е годы мафия значительно разбогатела на контрабанде алкоголя, сигарет и нефти: одним из богатейших людей стал Станко «Цанет» Суботич, чьё состояние насчитывает до 650 миллионов евро. После того, как Слободан Милошевич ушёл с поста президента страны, Суботич установил связи с президентом Черногории Мило Джукановичем, став одним из его доверенных лиц.
С 1994 по 2000 год в Италии нелегальной продажей сигарет занимались сербские и итальянские мафиози: бо́льшую часть мафии составляли участники боевых действий, которые иначе просто не могли заработать на жизнь. В 1990-е годы руками мафии совершались такие преступления, как заказные убийства, похищения людей, торговля наркотиками и табачной продукцией, ограбления и налёты, отмывание денег, рэкет и даже сбыт пиратского программного обеспечения. В 1998 году на сербско-болгарской границе была изъята рекордная партия героина в 350 кг.

### Мафия в начале 2000-х годов
15 января 2000 года в вестибюле гостиницы Continental в Белграде был застрелен Желько Ражнатович, а в октябре 2000 года Бульдозерная революция привела к свержению Слободана Милошевича. Позже это привело к очередному всплеску насилия и новой войне между преступными группировками Белграда. В том году общий оборот теневой экономики Югославии превысил 841 миллион евро; в стране процветала проституция, которой занимались переехавшие из России, Украины и Беларуси девушки. По словам министра внутренних дел Югославии Душана Михайловича, многие уголовные авторитеты пользовались покровительством Милошевича в обмен на его политическую поддержку, однако после отстранения Милошевича они потеряли опору.
На арене преступного мира Сербии появилась мощная сила в виде Земунской преступной группировки или Земунского клана. 25 августа 2000 года бывший глава Сербии Иван Стамболич, который собирался участвовать в президентских выборах страны, бесследно исчез. 28 марта 2003 года были найдены его останки: судмедэкспертиза установила, что «земунские» похитили и убили Стамболича в тот же день (похороны состоялись 4 апреля). В сентябре 2001 года в одной из банковских ячеек BIA в центральном Белграде были обнаружены сразу 700 кг героина, однако как он туда попал, осталось загадкой. А вскоре члены Земунской группировки стали проходить курсы молодого бойца под руководством югославского спецназа: некоторые из членов сербской мафии прослужили в нём и получили воинские звания. В обмен на это Земунский клан сообщал всю информацию о личном составе и перемещениях подразделений сепаратистской Армии освобождения Косова.
В 2001 году специалист Интерпола Джилли Маккензи публикует «Белую книгу», в которой были названы 52 организованные преступные группировки Сербии, и к концу года ни одна из них не прекратила существование. В том же году выяснилось, что сербская мафия занимается рэкетом в портах городов Чёрного моря, сотрудничая с русской и украинской мафиями. К марту 2003 года стали выявляться очевидными связи мафии с правительственными структурами, а коррупция не скрывалась уже ни в одной ветви власти и опутала даже пограничные службы.

### Убийство Зорана Джинджича
12 марта 2003 года Сербию потрясла новость — премьер-министр Зоран Джинджич застрелен снайпером перед зданием Правительства Сербии. Убийцей оказался бывший командир Подразделения по специальным операциям (ПСО) Звездан Йованович, а его сослуживец и ещё один бывший командир ПСО Милорад Улемек оказался соучастником преступления. Оба получили крупные тюремные сроки за убийство. По показаниям свидетелей, Йованович и Улемек считали Джинджича виновным в выдаче сербских командиров Международному трибуналу по бывшей Югославии, а также обвиняли его в связях с Сурчинской преступной группировкой, которая была заинтересована в свержении Милошевича и враждовала с Земунской. К тому моменту отношения между бывшими военнослужащими ПСО и Джинджичем были накалены до предела, а 23 марта 2003 года ПСО было расформировано. Правительство объявило о проведении операции «Сабля» против организованной преступности, которая закончилась более чем 10 тысячами арестов. В ходе операции были закрыты множество частных предприятий, которыми владели мафиози.
Помимо этого, полицией за один день были разгромлены 123 преступные группировки и 844 их члена арестованы, 3949 человек привлечены к суду за сотрудничество с преступниками. За один день были найдены 28 кг героина, 463 г кокаина, 44837 кг марихуаны, 4960 кг синтетических наркотиков и 688 угнанных машин. В тот же день был арестован заместитель государственного прокурора Югославии Милан Сарайлич, который на допросе сознался, что работал на Земунскую преступную группировку. В ноябре 2003 года в Белграде были обнаружены 140 кг марихуаны и ещё 4 человека арестованы.

### Вторая половина 2000-х
В 2005 году статистика установила, что из-за экономических преступлений и расцвета теневой экономики бюджет Сербии недосчитывался ежедневно 7,5 млн сербских динаров и 200 млн евро ежегодно. В 2006 году выяснилось, что глава Земунской преступной группировки Душан Спасоевич сообщал лидеру Сербской радикальной партии Воиславу Шешелю об убийствах высокопоставленных лиц Сербии, о которых позже Шешель и писал. В январе 2009 года глава МВД Сербии Ивица Дачич сообщил, что в Сербии насчитывалось от 30 до 40 крупных организованных преступных группировок, которые занимались контрабандой наркотиков и оружия, похищением людей и продажей их в рабство, убийствами и рэкетом.
Осенью 2009 года сербская полиция нанесла удар по наркомафии в рамках крупномасштабной операции «Балканский воин»: в сентябре были арестованы 22 члена банды Дарко Элеза, одной из самых опасных группировок на Западных Балканах: пять человек во главе с Дарко Элезом были задержаны в Сербии, ещё 13 человек были пойманы в Боснии и Герцеговине (в том числе и три офицера полиции). 17 октября полицией изъяты 2,8 т кокаина стоимостью 120 млн евро, которые прибыли из Уругвая, в операции участвовали полиция Боснии и спецслужбы США. 31 октября в ходе крупномасштабного рейда против наркоманов, спланированного МВД Сербии, были арестованы 500 человек: 2 тысячи офицеров полиции провели массовые обыски в начальных и средних школах, клубах и кафе.
В ноябре того же года полиция Аргентины задержала в Буэнос-Айресе пять наркокурьеров-сербов, у которых было обнаружено 492 кг кокаина — одна из крупнейших партий, перехваченных в 2009 году; в Белграде же были арестованы ещё четыре человека, у которых изъяли 5 кг кокаина из Парагвая. Следствие установило, что из Уругвая и Аргентины наркотики попадали в ЮАР, оттуда шли в Северную Италию или Турцию, а затем в Черногорию. Криминалисты установили по итогам проведённых расследований, что в Сербии 10 тысяч солдат вооружённых сил так или иначе сотрудничают с пятью ведущими ОПГ Сербии, в том числе и с Земунской преступной группировкой во главе с Желько Вуяновичем, который и причастен к обороту наркотиков. В декабре в Белградской квартире, которую снимал гражданин Черногории, был найден 21 кг героина (стоимость 1,5 млн долларов США), который попал из Турции. По итогам проверок глава МВД Ивица Дачич констатировал, что половина спортивных клубов Сербии возглавляются лицами, имеющими связи с преступным миром.
По итогам работы за 2009 год полиция раскрыла 7 организованных преступных группировок из 27 имевшихся, каждая из которых насчитывала по 200 человек. Полицией были арестованы 86 человек, а против Земунской преступной группировки возбудили уголовное дело: обвинявшиеся в серии заказных убийств «земунские» утверждали, что Воислав Шешель пытался таким образом «заказать» президента Томислава Николича.

### 2010-е годы
В январе 2010 года была совершена незаконная сделка о продаже 81 тыс. м² земли: сделку совершили в штабе Земунской преступной группировки в белградском районе Земун, в доме на улице Шиллера. К 21 января в ходе продолжения операции «Балканский воин» были установлены 19 подозреваемых (9 под стражей), среди которых были Дарко Шарич и Горан Сокович. В тот же день были арестованы ещё 8 человек (среди которых был и сотрудник полиции Сербии), которые занимались хищением нефти в течение 2-х лет, продаваемой компанией NIS, и заработавшие на этом несколько сотен тысяч долларов. Серия арестов привела к тому, что 10 февраля 2010 года официальные власти Сербии заявили о поступлении многочисленных угроз со стороны мафии в адрес президента страны Бориса Тадича, главы МВД Ивицы Дачича, специального прокурора по делам организованной преступности Милько Радисавлевича и других высокопоставленных лиц.
18 февраля в Белграде была арестована банда из шести человек, которые украли с 2008 года свыше 10 миллионов динаров из банков, отделений почты, автозаправочных станций, пунктов обмена валюты и магазинов. На следующий день Ивица Дачич заявил, что были арестованы 50 человек, которые занимались не только хищением крупных сумм денег, но и отмыванием денег: это были выходцы из Белграда, Шабаца, Валево, Нови-Сада, Сремской-Митровицы, Чачака и Сомбора.
11 марта был задержан один из высокопоставленных деятелей сербского преступного мира, перевозивший 1,2 кг героина для перепродажи в Ягодине, а 19 марта Борис Тадич официально заявил, что объявляет тотальную войну против сербской мафии, в том числе и против наркодилеров как самой опасной угрозы, которые проникли в правительство и пытаются его дестабилизировать. По словам Тадича, наркобароны занимаются отмыванием денег, вкладывая их в развитие туризма, заводов и СМИ. 28 марта были арестованы ещё двое боснийских сербов, занимавшихся торговлей наркотиками: выходцы из Нови-Пазара везли 1,7 кг кокаина из перуанской Лимы, где они пробыли месяц, вылетев туда из Белграда. В аэропорту Загреба обоих задержали: по данным полиции, стоимость задержанного «товара» составляла 70 тысяч евро по хорватским меркам.
Расследование дела Дарко Шарича привело к неожиданным результатам. Всё началось с того, что предприниматель Станко «Цане» Суботич, которого называют «королём табачной мафии», обвинил Небойшу Медоевича, главу черногорского Движения за перемены, в планировании покушения на убийство: тот якобы спрятался на своей вилле в Жабляке вместе с Дарко Шаричем и планировал заговор против Суботича, хотя Суботич говорил, что проживает в Женеве. В апреле выяснилось, что Шарич действительно собирался предпринять серию покушений, но на высокопоставленных лиц страны, в том числе и против президента: следователи расшифровали переписку бандитов, сокрытую в газетах, и выяснили, что бандиты создали чёткий план одновременного нападения на руководителей МВД, полиции и правительства Сербии как виновников того, что позиции сербской мафии были расшатаны в Сербии и Черногории.
Дальнейшие результаты показали, что Шарич в 2008—2009 годах, продавая наркотические вещества, подорвал позиции итальянской группировки Ндрангета, предложив потенциальным покупателям более выгодную цену за вещества, поставляемые из Южной Америки. В Италии были арестованы 80 человек и раскрыты две сети: итальянская (бандиты из Милана и севера Италии) и сербская (Сербия, Черногория и Словения), которые сбывали наркотики в Европе и Южной Америке. Это привело к тому, что в Боливии были застрелены три серба, работавших на местного наркобарона, а сам он был похищен неизвестными.
В 2013 году сербские спецслужбы заявили, что мафия во главе с Родолюбом Радуловичем (Миша Банан) готовит покушение на премьер-министра Ивицу Дачича, который планировал нанести международный визит: по их словам, мафиози хотели подстроить крушение самолёта. Сам Дачич опроверг слухи о том, что за этим стоят какие-то политические круги, заявив, что сербское правительство стабильно.

## Крупнейшие группировки

### Белград
- Ново-Белградская преступная группировка: действовала в Блокови, в 1990-е годы считалась одной из самых опасных, после окончания гражданской войны большинство её членов перестреляли друг друга, в следстствии чего группировка ослабла до уровня уличных банд. В последнее время её деятельность активизировалась молодым поколением, не желающим принимать старые порядки и жаждущим реванша. Нынешний лидер — Йован Мартынович, молод и жесток, ранее замечался в ряде вооружённых конфликтов.
- Сурчинская преступная группировка: занималась угоном автомобилей, контрабандой бензина и сигарет, а также наркотиков. Имела связи с полицейскими чиновниками, судьями и политиками, пока не была разбита в ходе операции «Сабля».
- Земунская преступная группировка: существует с 1990 года, занималась торговлей наркотиками и заказными убийствами, имела связи с полицией, судом и политикой до операции «Сабля». Лидер — Милорад Улемек, командир «Красных беретов», участник войн в Югославии в составе «Тигров Аркана».
  - Банда Дарко Шарича
- Вождовацкая преступная группировка: лидер — Горан «Маймун» Вукович.
- Звездарская преступная группировка: лидер — Средое «Шлюка» Шлюкич.
- Дорчолская преступная группировка: занималась торговлей наркотиками.
- Карабурмская преступная группировка: занималась торговлей наркотиками.
- Сенякская преступная группировка: занималась торговлей наркотиками и рэкетом.

### Прочие
- Банда Пецы (до 1992)
- Сеть Аркана (распалась в 2000 году после гибели Желько Ражнатовича)
- Банда Элеза (до 2009 года)
- Банда Кеки
- Банда Белова
- Juggemaffian (также известные как Сербское братство, действуют в Скандинавии)
- «Розовые пантеры»
- Группировка ЮАХС (югославские, албанские, хорватские и сербские мафиози, 1970—1997, Нью-Йорк, Манхэттэн)
- Банда УНДА (с 2017, Лесковац)

## Известные деятели
На время правления Слободана Милошевича пришёлся расцвет организованной преступности в Югославии, поскольку мафиози так или иначе были связаны с правительством. Роль некоторых белградских мафиози была показана в документальном фильме «Увидимся в некрологе».
| Имя и прозвище                                       | Годы жизни | Ранг                      | Чем известен | Лояльность                            |
| Мафиози                                              | Мафиози    | Мафиози                   | Мафиози | Мафиози                               |
| ---------------------------------------------------- | ---------- | ------------------------- | --- | ------------------------------------- |
| Стеван «Стевица» Маркович                            | 1937-1968  | Гангстер                  | Телохранитель Алена Делона. Труп найден на свалке в Париже в октябре 1968 года. Дело не раскрыто, в смерти обвинялась корсиканская мафия и её крёстный отец Франсуа Маркантони, который якобы был связан с Делоном; среди подозреваемых даже оказался на какое-то время президент Франции Жорж Помпиду | Собственная банда                     |
| Новица «Стив» Йованович (Живкович)                   | 1954-1984  | Гангстер                  | Совместно с Бруно Сулаком считался одним из наиболее разыскиваемых бандитов во Франции и Европе в 1980-е годы. «Грабитель-джентльмен», совершил ограбления в Каннах, Ницце, Монако, Париже и Лионе. Погиб в перестрелке с полицейским спецназом при попытке освободить Сулака. Предшественники банды «Розовые пантеры» | Собственная банда                     |
| Ранко Рубежич (Датч Шульц, Голландец Шульц)          | 1951-1985  | Босс                      | Четверо его подчинённых — Мирослав «Вуя» Вуишич, Драган «Дадиля» Попович, Борис Петков и Боян Петрович — расстреляли Рубежича в феврале 1985 года |                                       |
| Любомир Магаш (Люба Земунский)                       | 1948-1986  | Крёстный отец мафии, босс | Боксёр-любитель, участник уличных боёв, орудовал с бандой в 1970-е и 1980-е в Германии. Застрелен своим врагом Гораном Вуковичем | Собственная банда                     |
| Бранислав «Бели» Матич                               | 1952-1991  | Босс                      | Друг «Гишки», успешный предприниматель в Нидерландах. Основатель Сербской гвардии. Убит 4 августа 1991 года у своего дома в Белграде | Гишка                                 |
| Джордже «Гишка» Божович                              | 1955-1991  | Босс                      | Владелец клуба Amadeus, командир Сербской гвардии. Погиб во время сражения за Госпич 15 сентября 1991, сражаясь в составе Сербской гвардии | Люба Земунский                        |
| Александар «Кнеле» Кнежевич                          | 1971-1992  | Заместитель               | Работал телохранителем Вука Драшковича. Убит 28 октября 1992 года в гостинице Hyatt в Белграде | Вождовацкая ОПГ, Гишка                |
| Георг «Жорж» Станкович                               | 1946-1993  | Босс                      | Босс ряда банд старого поколения. Убит 1 октября 1993 года наёмным убийцей |                                       |
| Горан «Маймун» Вукович                               | 1959-1994  | Босс                      | Убийца Любы Земунского. Расстрелян с Душаном Маловичем в автомобиле в Белграде 12 декабря 1994 года | Вождовацкая ОПГ                       |
| Михайло Дивац                                        | 1967-1995  | Босс                      | Глава банды Нови-Белграда, пережил серию покушений (в том числе и со стороны Луки Бойовича). Убит в белградской гостинице «Путник» в феврале 1995 года | Нови-Белградская ОПГ                  |
| Божидар «Батица» Станкович                           | 1969-1996  |                           | Сын Георга Станковича, убит 23 июня 1996 года наёмным убийцей |                                       |
| Зоран «Жуча» Димитров                                | 1966-1996  |                           | Пережил серию покушений, однако был убит 6 октября 1996 года наёмным убийцей | Вождовацкая ОПГ                       |
| Раде «Чента» Чалдович                                | 1950-1997  | Босс                      | Знаменитый белградский мафиози, его братья Драган «Чатана» и Момчило «Мошке» Чалдовичи также были связаны с мафией. Расстрелян двумя убийцами 14 февраля 1997 года в своём автомобиле |                                       |
| Дарко Ашанин                                         | 1959-1998  |                           | Занимался торговлей наркотиками и убийствами. Племянник министра обороны Югославии, Павле Булатовича. Убит 30 июня 1998 года наёмным убийцей в кафе «Koloseum» в Дедине, Белград |                                       |
| Зоран Шиян                                           | 1964-1999  | Босс                      | Бывший чемпион Европы по кикбоксингу, авторитет Сурчинской преступной группировки, муж сербской турбо-фолк-певицы Гоуи Божиновской. Убит 27 ноября 1999 года на углу улиц Неманьи и Светозара Марковича в Белграде | Собственная банда, Сурчинская ОПГ     |
| Милан «Пеца» Петрониевич                             | 1996-2024  | Босс                      | Один из лидеров Сурчинской преступной группировки, друг Йована Мартыновича. Погиб 6 ноября 2024 года в результате автокатастрофы. | Сурчинская ОПГ                        |
| Бранислав «Дуги» Лаинович                            | 1955-2000  | Босс                      | Основатель Сербской добровольческой гвардии |                                       |
| Желько «Аркан» Ражнатович                            | 1952-2000  | Босс боссов               | Один из наиболее известных деятелей сербской мафии, командант Сербской добровольческой гвардии, основатель Партии сербского единства и депутат Народной скупщины Югославии. Убит 15 января 2000 года Доброславом Гавричем, бывшим полицейским, примкнувшим к Нови-Белградской банде, другом «Бати Трлаи» | Собственная сеть                      |
| Радослав Трлаич (Батя Трлая)                         | 1963-2000  |                           | Один из лидеров мафии Белграда, член Нови-Белградской преступной группировки. Называл Югославию «прудом, слишком маленьким для крокодилов». Убит 26 февраля 2000 года Миле Луковичем из Земунской преступной группировки | Нови-Белград                          |
| Зоран «Чанда» Давидович                              | 1972-2000  |                           | Убит «земунскими» 23 марта 2000 года, возвращаясь с похорон Бранислава Лаиновича |                                       |
| Миливое Матович (Миша Кобра)                         | 1955-2003  | Босс                      | Эмигрировал из Югославии в Австралию в 1986 году, открыл серию казино. Его брат Браца задолжал крупную сумму банде Жоржа Станковича, который отправил к Мише Кобре своего сына Батицу. Батицу Станковича депортировали в Югославию, а Брацу убили. В 1993 году погиб Жорж, в 1996 — Браца | Сиднейская преступная группировка     |
| Душан Спасоевич (Шиптарь и Дуча)                     | 1968-2003  | Глава                     | Глава Земунской преступной группировки, которая с 2000 по 2003 годы была главной в преступном мире Сербии. Убит 27 марта 2003 года полицией: считался соучастником покушения на Зорана Джинджича | Земунская ОПГ                         |
| Милан «Кум» Лукович                                  | 1969-2003  | Глава                     | Глава Земунской преступной группировки, которая с 2000 по 2003 годы была главной в преступном мире Сербии. Убит 27 марта 2003 года полицией: считался соучастником покушения на Зорана Джинджича | Земунская ОПГ                         |
| Бошко «Юго» Радонич                                  | 1943-2011  | Крёстный отец             | Крёстный отец сербской мафии в США. 31 мая 2011 года скончался в Военно-медицинской академии Белграда | Ирландская банда «Западные»           |
| Раде Раконяц                                         | 1962-2014  | Заместитель               | Бывший телохранитель Желько Ражнатовича, убит в белградском кафе | Желько Ражнатович                     |
| Милош «Мартын» Мартынович                            | 1965-2022  |                           | Соратник Желько Ражнатовича, отступившийся в марте 1992 года ради войны за независимость своей родины Боснии и Герцеговины. Отец Йована Мартыновича | Желько Ражнатович                     |
| Сретен Йоцич (Йоца Амстердамский, Кокаиновый Король) | 1962-      | Босс, малый босс          | Самый известный мафиози Нидерландов, ввозил кокаин из Колумбии. Работал на Дую Бечировича в преступном мире Белграда, стал боссом после его убийства, заказанного Клаасом Бруинсмой. Арестован в 2002 году в Болгарии. С Сурчинской преступной группировкой захватил компании. Обвиняется в убийстве Иво Пуканича, взорванного в автомобиле в 2008 году в Загребе                                                                                      | Белградская мафия                     |
| Станко «Цане» Суботич                                | 1959-      | Босс                      | Глава табачной мафии, которая занималась контрабандой сигарет в Европе, сотрудничал с властями Сербии и Черногории | Табачная мафия                        |
| Милорад «Легия» Улемек                               | 1968-      | Босс                      | Служил в рядах Сербской добровольческой гвардии, командир Красных беретов СРЮ, организатор покушения на Зорана Джинджича | Желько Ражнатович, Земунская ОПГ      |
| Кристиян «Кики» Голубович                            | 1969-      |                           | Один из немногих выживших в бандитских войнах Сербии 1990-х | Крёстный сын Любы Земунского          |
| Ибрахим Хабибович (Бели, Драго Ло Бело)              | 1957-      | Босс боссов               | Член преступных группировок Бело и Милана |                                       |
| Милош Симович                                        | 1979-      |                           | Член Земунской банды, соучастник покушения на Зорана Джинджича | Земунская ОПГ                         |
| Лука «Пекарь» Бойович                                | 1973-2023  | Босс, заместитель         | Заместитель Желько Ражнатовича как командира Сербской добровольческой гвардии | Аркан, Земунская ОПГ                  |
| Владимир «Будала» Милисавлевич                       | 1976-      |                           | Член Земунской группировки, соучастник покушения на Зорана Джинджича | Земунская ОПГ                         |
| Дарко Шарич                                          | 1970-      | Глава                     | Лидер могущественной банды, которая ввозила кокаин из Южной Америки через Балканы, Италию и Словению в Западную Европу и зарабатывала миллиарды евро; Шарич «отмывал» доходы путём инвестирования средств в частные гостиницы Сербии и приобретая компании, чьи владельцы подозревались в контрабанде сигарет и прочих преступных деяниях. От продажи дистрибьюторской компании ŠTAMPA SISTEM немецкому медиаконцерну WAZZ Шарич заработал 30 млн евро | Собственная банда                     |
| Йован Мартынович (Малыш Йова)                        | 2002-      | Глава                     | Босс возрождённого Ново-Белградского клана, соучастник покушения на Луку Бойовича. Ранее известен за счёт ряда налётов в Косово, Северной Македонии и Черногории, неоднократно упоминалось о его причастности к Земунской преступной группировке и болгарской банде автоугонщиков | Земунская ОПГ, Ново-Белградская ОПГ   |
| Убийства и связанные люди                            |            |                           | |                                       |
| Клаас «Де Ланге» Бруинсма                            | 1953-1991  | Наркобарон                | Причастен к убийству белградского наркобарона Дуи, за что был застрелен 27 июня 1991 года Мартином Хогландом — полицейским, которого нанял Йоца Амстердамский |                                       |
| Радоица Никчевич                                     | 1948-1993  | Бизнесмен                 | Сотрудничал со Службой государственной безопасности Югославии и помогал Желько Ражнатовичу. Подозревался в связях с Медельинским наркокартелем. Убит 7 октября 1993 года | СР Югославия                          |
| Воислав Станимирович                                 | 1937       | Бывший преступник         | Участник ограбления виллы Визкайя в 1971 году. Приехал в США в 1962 году, состоял в банде ЮАХС и группировке «Розовые пантеры» |                                       |
| Павле Станимирович                                   | 1972       | Бывший преступник         | Сын Воислава Станимировича, был взломщиком сейфов и грабил ювелирные магазины. Попал в тюрьму, после отсидки порвал с преступным миром. Проживает в Майами, ныне писатель и телерадиоведущий |                                       |
| Радислава «Дада» Вуясинович                          | 1964-1994  | Журналист                 | Работала в журнале «Duga», критиковала преступных авторитетов в своих статьях. Найдена мёртвой 8 апреля 1994 года. Официальная версия смерти — самоубийство. Хотя общественность утверждает об умышленном убийстве, подозреваемые не были найдены |                                       |
| Влада «Треф» Ковачевич                               | 1958-1997  | Предприниматель           | Друг Марко Милошевича, сына Слободана Милошевича. Убит 20 февраля 1997 года | Марко Милошевич                       |
| Майя Павич                                           | 1972-1997  | Журналистка               | Журналистка телеканала Pink. Убита со своим парнем Раде Чалдовичем 14 февраля 1997 года: бандиты расстреляли её в автомобиле в Белграде | Раде Чалдович, Желько Ражнатович      |
| Радован «Баджа» Стоичич                              | 1951-1997  | Полицейский               | Заместитель главы МВД Югославии, убит наёмным убийцей 10 апреля 1997 года в Белградском ресторане «Mama Mia» | МВД Югославии                         |
| Зоран «Кундак» Тодорович                             | 1959-1997  | Предприниматель, политик  | Генеральный секретарь партии «Югославские левые», убит 24 октября 1997 года | Миряна Маркович                       |
| Славко Чурувия                                       | 1949-1999  | Журналист                 | Владелец белградского издания Daily Telegraph и European. Двое убийц застрелили его 11 апреля 1999 года перед домом 35 по улице Светогорской | Миряна Маркович                       |
| Джилл Дандо                                          | 1961-1999  | Журналистка               | Телеведущая BBC, работала более 14 лет. Застрелена наёмным убийцей из Югославии перед своим домом в Фулеме |                                       |
| Зоран «Сколе» Ускокович                              | 1963-2000  | Предприниматель           | Убит 27 апреля 2000 года бандитами из Земунской группировки |                                       |
| Бранислав «Дуги» Лаинович                            | 1955-2000  | Предприниматель           | Предприниматель из Нови-Сада, убит 21 марта 2000 года Милошем Симовичем из Земунской группировки |                                       |
| Момир Гаврилович                                     | 1959-2001  | Заместитель начальника    | Убит в 2001 году Милорадом Улемеком по политическим мотивам: Улемек хотел убедить общественность, что к смерти причастен Зоран Джинджич, боявшийся раскрытия своих связей с преступным миром. На месте смерти были найдены следы ДНК наёмного убийцы «земунских» Сретко Калинича | Агентство информационной безопасности |
| Смаил Тарич                                          | 1981-2008  |                           | Убит Велибором Бркичем и Милошем Расичем из Беранской преступной группировки по подозрению в работе на полицию |                                       |
| Данило Радонич                                       | 1948-2011  | Бизнесмен                 | В 1985 году Андрия «Лаки» Лаконич совершил на него покушение у Белградского ресторана. 6 сентября 2011 года застрелен наёмным убийцей |                                       |
| Бошко Раичевич                                       | 1971-2012  | Бизнесмен                 | Сообщник Андрии Драшковича из Сурчинской ОПГ. Взорван в собственном автомобиле |                                       |
| Радоица «Йокса» Йоксович                             | 1980-2012  | Предприниматель           | Свидетель по делу Дарко Шарича, работал для находившегося под защитой Небойши Йоксовича. Взорван в собственном автомобиле |                                       |
| Никола Бойович                                       | 1974-2013  |                           | Младший брат Луки Бойовича, одного из лидеров Земунской группировки. Застрелен наёмным убийцей 29 апреля 2013 года |                                       |
| Дьяченко Егор                                        | 2003-      |                           | Украинский предприниматель и соратник Йована Мартыновича, причастен к отмыванию средств |                                       |

## Деятельность за границей
За рубежом одной из наиболее известных сербских банд стала группировка «Розовые пантеры»: они занимались ограблением различных салонов и магазинов, при подходя достаточно нестандартно к способам выполнения своих задач, что признали даже криминалисты. По оценкам Интерпола, «Розовые пантеры» украли товары на общую сумму не менее 130 миллионов долларов США в ОАЭ, Швейцарии, Японии, Франции, Германии, Люксембурге и Монако. 9 декабря 2008 года, как полагает следствие, они ограбили ювелирный салон Harry Winston в Париже, вынеся драгоценности на сумму более 80 миллионов евро; к маю 2010 года объём награбленного составил 250 миллионов евро.

### Австралия
Первый сербский мафиозный клан образовался в 1970-е годы из югославских эмигрантов, которые владели 15 кафанами в Сиднее, Уоллонгонге и Мельбурне. В 1986 году в Сидней прибыл Миливое Матович (Миша Кобра), который занялся там игорным бизнесом. Его младший брат Браца задолжал денег банде Жоржа Станковича, который вскоре отправил к Матовичу своего сына Батицу. Батицу депортировали в Сербию, где он был в 1996 году убит, а Брацу вскоре тоже убили. Сам Жорж погиб в 1993 году.
В 2005 году выяснилось, что в Австралии скрываются порядка 20 представителей Земунской преступной группировки. Боксёр Божидар Цветич, на которого в 2002 году совершили покушение, стал работать вышибалой в одном из австралийских клубов и в интервью рассказал, что австралийская полиция показала ему фотографии порядка 150 сербских бандитов, которые орудуют в Австралии. В мае 2007 года полиция Австралии заявила, что подростков из сербской общины призывают в банды мотограбителей.

### Австрия
Сербская мафия действовала в Австрии с 1970-х годов. Сообщается, что 27 октября 1978 года один из преступников Велько Кривокапич встретился со своим бывшим сообщником Любомиром Магашем в кофейне Zur Hauptpost в Вене, где между ними завязалась драка, и Раде Чалдович разбил Кривокапичу голову бутылкой. В самой Австрии «отличились» члены банды «Розовых пантер», а в 2004 году сообщалось, что сербская мафия занимается контрабандой наркотиков и сигарет в страну.

### Бельгия
По идеологическим и политическим мотивам сербские и албанские мафиози вели необъявленную войну: сербы подозревали албанцев в поддержке косовского сепаратизма. Так, 25 февраля 1990 года лидер косовских албанцев и организатор акций протеста в Югославии Энвер Хадри был убит в Брюсселе бандой, куда входили Веселин «Веско» Вукотич, Андрия Лаконич и Дарко Ашанин. Считается, что все трое действовали по наводке УДБА (югославских спецслужб), и эту версию поддерживает пресса. Ашанин как исполнитель был в 1994 году арестован в Греции.

### Болгария
В Болгарии сильны позиции Земунской преступной группировки. Так, один из её основателей Душан Спасоевич в 1994—1997 годах использовал каналы поставки героина из Софии для извлечения собственной выгоды. В 1997 году на сербско-болгарской границе были изъяты 350 кг кокаина, шедшие по этому маршруту. В Болгарии скрывался также ещё один мафиози Сретен Йоцич (Йоца Амстердамский), который сбежал из Нидерландов в 1993 году и занимался бизнесом под псевдонимом «Марко Милосавлевич» (полный тёзка сербского футболиста). В 2002 году Йоцича арестовали и депортировали в Нидерланды.
В 2003 году в Болгарии в ходе операции «Лунный свет» арестовали гражданина Республики Македонии и двух граждан Болгарии, которые ввозили кокаин из Боливии и работали на Земунский клан. В том же году в Варне был арестован Ненад «Миленко» Миленкович, информацию о котором югославская полиция предоставила болгарам во время операции «Сабля». Миленковичу инкриминировали совершение не менее трёх убийств в Болгарии и 20 убийств в Сербии. Тем не менее, Земунский клан не потерял свои позиции в Болгарии и даже укрепился, вытеснив Сретена Йоцича и «сурчинских».
В 2004 году были раскрыты ещё несколько фактов о деятельности сербской мафии: в том году был убит болгарский магнат Илия Павлов, который задолжал 250 миллионов долларов США членам правительства Слободана Милошевича. В том же году 4 июня были застрелены трое балканских мафиози: Димитар Христов, Калоян Савов и Живко Митев. Их застрелили хорват Роберт Матанич и несколько его сообщников, нанятых Земунской преступной группировкой, которая хотела избавиться от конкурентов. Матанича арестовали и судили в Болгарии, Бонев был убит в том же году (предполагается, что сербской мафией)
В сентябре 2007 года ещё одна перестрелка в Софии закончилась трагически: был убит Йовица Лукич, погибли также двое мужчин, женщина и её ребёнок. Все убитые мужчины состояли в Земунской преступной группировке. 22 мая 2008 года был похищен президент футбольного клуба «Литекс» Ангел Бончев, который имел какие-то связи с «земунскими»: 9 июля Камелия Бончева, жена похищенного, сумела договориться о выкупе за 395 200 евро, однако сама была похищена бандитами. Бончева нашли в Княжево с двумя отрезанными пальцами.

### Босния и Герцеговина
Активность сербской мафии зафиксирована в Республике Сербской и Сараево, где сильны позиции Земунского и Ново-Белградского кланов соответственно.

### Венгрия
В 2004 году, по оценкам специалистов, в Венгрии были сильны позиции болгарской и сербской мафии.

### Великобритания
2 июня 2009 года шестеро сербов и ещё несколько израильтян предстали перед судом по обвинению во ввозе 12,5 т марихуаны по заказу израильских ОПГ стоимостью 36 миллионов фунтов стерлингов. Мариухану вывезли из марокканского города Лараш на судне под израильским флагом и доставили в Саутгемптон. К серии ограблений в Великобритании считается причастной и группировка «Розовые пантеры».

### Германия
Сербские преступные группировки действуют в Германии с 1970-х годов. Основоположником мафии в ФРГ считается Любомир Магаш, он же Люба Земунский. В 1986 году он был застрелен перед зданием суда во Франкфурте: два выстрела в сердце произвёл Горан «Маймун» Вукович, член Вождовацкой группировки. Сам Вукович пережил пять покушений, пока его не застрелили в Белграде в 1994 году. В Германии также орудовал Слободан «Слобо» Грбович, который переехал из Италии и подружился с белградским вором Васо Летечегом. В 1981 году они рассорились из-за денег: за покушение на Летечега Грбович попал в тюрьму.
В 1980 году Бранислав Саранович сбежал из тюрьмы Вупперталь с помощью банды Любы Земунского, которая подорвала стену тюрьмы. В феврале 1988 года в Германии лидером сербской мафии был признан Раде Чалдович, которого поддержала итальянская мафия из Милана, и сдружился с греческим бизнесменом Михаилом Саинидисом, владельцем казино на юге Германии; в марте того же года 1988 года белградец Зоран Луцич развязал гангстерскую войну, расстреляв во Франкфурте с мотоцикла четырёх албанцев из банды «Баллетья-Баллетье», которая контролировала так называемый «розовый» квартал Франкфурта: заказчиками были Предраг «Дадо» Джуричич и Дарко Ашанин, которые скрылись в Белграде.
В 1990-е годы криминальный мир Восточной Германии наводнили организованные преступные группировки из Италии, Западной Германии, России, Вьетнама и Югославии. В Лейпциге мафия занималась отмыванием денег, организацией борделей, воровством и «крышеванием» предприятий. Наиболее выгодными действиями были угоны автомобилей: элитные автомобили угонялись в Германии и перепродавались в Восточной Европе, Северной Африке и на Дальнем Востоке.
Андрия Драшкович, который собирался подчинить себе преступников, ранее сотрудничавших с Желько Ражнатовичем, был арестован во Франкфурте немецкой полицией после четырёх лет бегства от Итальянского отряда по борьбе с организованной преступностью. Драшковича считали одним из потенциальных «заказчиков» своего бывшего босса в лице Ражнатовича.

### Греция
Гангстер Кристиян Голубович, орудовавший в Германии, после серии разборок между югославскими бандами и заведённого уголовного дела сбежал в Грецию, где получил 14,5 лет лишения свободы за угон двух автомобилей и вооружённое ограбление. В 2002 году он бежал из тюрьмы Маландрино, где отбывал свой срок, но позже был арестован по запросу югославских властей и выдан в 2003 году Югославии. Это не единственный сербский гангстер, арестованный в Греции: в декабре 2009 года двое сербских граждан были арестованы по подозрению в торговле кокаином и ввозе его из Перу в Черногорию на яхтах. В поимке преступников участвовало Управление по борьбе с наркотиками США, которое помогло греческой полиции отследить маршрут ввоза наркотиков. Ещё двое человек в Сербии были объявлены в розыск в ходе расследования дела.

### Дания
В датской массовой культуре серия фильмов «Дилер» повествует о сербской мафии, занимающейся наркодилерством в 1990-е в Сербии. Роль криминального авторитета Мило сыграл во всех трёх фильмах Златко Бурич; ещё один актёр Славко Лабович, сыгравший роль сообщника Мило Радована, в действительности был арестован в Швеции за незаконное хранение оружия. Лабович занимал должность директора компании RK Company в Дании, которой владел криминальный авторитет Раде «Шпелькунген» Котур, известный в Швеции как «заказчик» убийства Ратко Джокича.

### Испания
В Испании с 2004 года участили случаи угонов автомобилей, которыми занимаются преимущественно выходцы с юго-востока Европы.

### Италия
Корни сербской мафии в Италии уходят в 1970-е годы. В 1971 году в Милане объявился известный Любомир Магаш, прибывший со своим другом по кличке «Дача»: Магаш образовал крупную преступную группировку, куда входили такие люди, как Желько «Аркан» Ражнатович, Раде «Цента» Чалдович, Велько Кривокапич, Слободан Грбович (Слобо Черногорец), Милан Цивия, Дуле Миланович, Миле Ойданич, Сава Сомборац, Пера Озиляк, Маринко Магда и Джордже «Гишка» Бозович. Эта группировка занималась грабежами и убийствами в Триесте, Риме и Милане. У них были враги и среди югославской общины: Чалдович был ранен в перестрелке с бандитом Батой Главацем из Вероны, а после выздоровления был отправлен в римскую тюрьму. Грбович позже покинул группировку, уехав в Германию и объединившись с группировкой Васо Летечега из Белграда.
Одними из наиболее опасных представителей сербской мафии Милана считались Дадо «Метко» Церович и Ибрахим «Бело» Хабибович, которые потом уехали в Женеву. Хабибович, также известный как «Дракон Бело» (итал. Drago lo Belo), сотрудничал с крёстным отцом итальянской мафии в Калабрии. Он занимался организацией подпольных казино, ограблениями банков и ювелирных магазинов. Среди членов сербской мафии них были выходцы из разных краёв страны: Джордже Божович, Власто «Црногорац» Петрович и Дарко Ашанин из Социалистической Республики Черногории; братья Бранко и Слободан Шарановичи, Брано Мичунович и Ратко «Кобра» Джокич из Сараево, Мишан Мартинович из Загреба и Марко Влахович.
В 1990-е годы итальянская группировка Ндрангета приобрела оружейный арсенал в Югославии, где производились автоматическое огнестрельное оружие, взрывчатка, гранатомёты, и стала перепродавать его продукцию на итальянском рынке. В те же годы сербская и итальянская мафиозные структуры стали заниматься контрабандой сигарет, что продолжалось с 1994 по 2000 годы, а также сбытом героина, во что был вовлечён Нинослав Константинович из Земунской преступной группировки. В Неаполе он был известен и как один из известнейших киллеров.
Позиции сербских ОПГ в Италии усиливаются из-за плохого таможенного и паспортного контроля на итальянской границе, а также из-за некачественной работы береговой охраны. Тем не менее, это не помешало в мае 2009 года арестовать разыскиваемого Интерполом Владимира Йовановича из Земунской ОПГ.

### Люксембург
В 2004 году значительную часть разбойных нападений в стране совершали выходцы с Балканского полуострова.

### Нидерланды
Крёстным отцом сербской мафии в Нидерландах считается Сретен Йоцич по прозвищу «Йоца Амстердам» или «Йоца Амстердамский», который контролировал крупнейшие поставки кокаина в страну и получил ещё одно прозвище «Кокаинового короля Нидерландов». Первые преступления с участием сербской мафии пришлись на 1970-е годы: в 1974 году Слободан Митрич застрелил в Амстердаме трёх «конкурентов», которые якобы были завербованы югославской разведкой. В 1977 году Эмилио Ди Джовине в перестрелке с югославскими бандитами был ранен, ещё двое его человек погибли. 24 октября 1979 года в Амстердаме был ограблен ювелирный магазин: ограбление совершили Желько Ражнатович, Слободан Костовский и ещё один итальянец (ранее они же совершили ограбление в Гааге). Аркан, получивший большой тюремный срок, сбежал 8 мая 1981 года из тюрьмы Бийльмербайес вместе с итальянцем Серджио Сеттимо.
В 1992 году сербская и турецкая мафии стали вытеснять русскую мафию из Нидерландов, а также ввязались в войну с китайскими триадами: один из китайцев был убит из-за того, что задолжал сербским мафиози крупную сумму денег. Позже в Роттердаме прокатилась волна нераскрытых убийств, в совершении которых подозревали сербские ОПГ. К 2004 году в Нидерландах сербская мафия закрепилась как единственный поставщик экстази и героина с Балканского полуострова.

### Норвегия
В 1980-е годы в Норвегии появились первые банды из иммигрантов, которые занимались сбытом наркотиков. В 1990-е годы огромную их часть составляли бывшие граждане Югославии, которые получили статус беженцев в Норвегии.

### Россия
В России сербская мафия занималась контрабандой разных товаров и ввозом наркотиков. В 2008 году против граждан Сербии возбудили уголовное дело за незаконный перевоз через таможенную границу более 5 тысяч тонн хромовой руды с Урала: преступники на таможне трижды оформили по фальшивым документам товар стоимостью 830 тысяч долларов США. В федеральный бюджет Российской Федерации было перечислено более 2 миллионов рублей, которые в качестве таможенных пошлин и платежей не уплатили преступники
В 2014 году из Эквадора в Россию экстрадировали Ивана Савкича, который поставлял кокаин в Санкт-Петербург из Эквадора на трансатлантических судах для доставки бананов. Савкич был объявлен в международный розыск в декабре 2012 года и только спустя полтора года предстал перед российским правосудием. Наркотики были обнаружены впервые в ноябре 2011 года на судне, ходившем под флагом Багамских островов, а курьерами оказались двое граждан Украины. По делу были арестованы также два сербских преступника Богдан Остойна и Никола Чорич, сообщники Савкича, которые получили по 4 года колонии строгого режима. Савкич признал свою вину и сотрудничал со следствием, его срок лишения свободы составил 6 лет.

### Словения
С 2004 года в криминальном мире Словении участились случаи продажи людей в рабство, которые совершаются балканской мафией. Сербская мафия занимается в стране контрабандой сигарет и оружия.

### США
В истории криминального мира США было достаточно много балканских преступных группировок, и одной из них была банда Воислава Станимировича, который ранее работал журналистом. В 1971 году он совершил ограбление Виллы Визкайя, а вскоре по его стопам пошёл сын Павле. Наиболее известным гангстером сербского происхождения является Бошко Радонич, глава ирландско-американской банды «The Westies», орудовавшей с 1988 по 1992 годы.

### Финляндия
С 2004 года сербские преступные группировки занимаются организацией нелегальной миграции в Финляндию и даже продажей людей в рабство.

### Франция
В 1962 году в Париже объявились Стевица Маркович, Миша Милошевич и Радован Делич, которые стали членами банды «Garderodameri», созданной Марко Ничовичем, и положили начало деятельности сербской мафии во Франции. Наиболее крупным преступлением сербской мафии во Франции считается ограбление ювелирного салона Harry Winston: банда «Розовых пантер» вынесла драгоценности на сумму в 80 миллионов евро (105 миллионов долларов США), причём двое грабителей — гражданин Сербии и житель Республики Сербской — были пойманы в октябре 2008 года в Монако.

### Швеция
Массовый приток югославских мигрантов в Швецию пришёлся на 1960-е и 1970-е годы, когда было изменено законодательство, которое позволяло привлекать зарубежную рабочую силу и давать гражданство приезжим. Но это же создало почву для образования организованных преступных группировок: с 1980-е годы в Швецию именно благодаря бандам выходцев из Югославии стали массово завозиться наркотики. Одним из собирательных названий для сербских преступных группировок в Швеции — «Сербское братство». Сербская мафия считалась долгое время одной из самых влиятельных в Швеции в 2004 году, однако война между различными группировками за сферы влияния (в том числе за право владеть каналами поставки наркотиков и сигарет в страну) разрушила позиции сербской мафии в криминальном мире Швеции. Наиболее влиятельными фигурами сербской мафии считаются:
- Ратко Джокич, «крёстный отец» сербской мафии в Швеции, занимавшийся контрабандой оружия и сигарет. Убит 5 мая 2003 года недалеко от своего боксёрского клуба в Шерхольмене киллером Ненадом Мишовичем, нанятым криминальным авторитетом Раде Котуром.
- Драган «Йоксо» Йоксович, владелец подпольных казино и контрабандист. Убит 4 февраля 1998 года в Сульвалле (Стокгольм) финским киллером, которого нанял криминальный авторитет Драган «Кова» Ковач. Йоксович был близким другом Желько Ражнатовича: на похоронах «Йоксы» присутствовал сам «Аркан», который приказал отомстить за Йоксовича. «Кова» был убит на глазах у более чем 60 гостей по приказу Ражнатовича.
- Милан Шево, один из последних лидеров сербской мафии, переживший серию покушений. В 2003 году в районе Ворбю-Горд в одном из домов шведская полиция обнаружила целый арсенал оружия: автоматы АК, пистолеты-пулемёты Uzi и HK MP5, ручные гранаты, запасы взрывчатки и противопехотные мины[95], а этот склад принадлежал Милану Шево, который был женат на дочери Ратко Джокича. Сбежал в 2004 году из тюрьмы.
- Ненад Мишович, сбежавший из Сербии в 2002 году по причине преследования полицией и нанятый Раде Котуром для убийства Рако Джокича[84].

Книга «Шведская мафия» (швед. Svensk Maffia), раскрывающая историю организованной преступности Швеции, содержит и главу о сербской мафии. По заявлению главы МВД Сербии Ивицы Дачича, в сербскую мафию в Швеции вступили и «красные береты», которые в 2009 году якобы совершили ограбление в Вестберге с помощью вертолёта. Посольство Швеции в Сербии за месяц до ограбления получило информацию от сербской полиции о готовящемся преступлении.

### Черногория
Черногорская мафия считается одной из частей сербской мафии, а её деятельность ничем не отличалась от сербской за время существования Союзной Республики Югославия и затем союза Сербии и Черногории. Часть белградских бандитов, которых не удалось задержать в ходе операции «Сабля», скрылись в Черногории. Там же особенно активно действует Земунская преступная группировка.

### Чехия
В 1990-е годы на криминальной арене Чехии действовали сербские преступные группировки. Так, одна из чешских газет даже получила письмо, в котором говорилось о планируемом покушении на Вацлава Гавла, которое организуют четверо или пятеро бандитов с сообщниками. Письмо было написано на ломаном чешском, поэтому полиция предположила, что его написали иностранцы.

## В массовой культуре

### Полнометражные фильмы
- «Абсолютные 100» (2001)
- «Банда[англ.]» (2008)
- «Бек — картель[англ.]» (2002)
- «Братья Яукка» (2010)
- «В Китае едят собак» (1999)
- Трилогия «Дилер»
  - «Дилер» (1996)
  - «Дилер 2» (2004)
  - «Дилер 3» (2005)
  - Британский ремейк «Дилер[англ.]» (2012)
- «До костей[серб.]» (1997)
- «Дурацкое дело нехитрое» (2014)
- «Летучий отряд Скотланд-Ярда» (2012)
- «Ловушка» (2007)
- «Молод и здоров как роза[серб.]» (1971)
- «Нападение на 13-й участок» (2005)
- «Последний круг в Монце[серб.]» (1989)
- «Раны[англ.]» (1998)
- «Слоёный торт» (2004)
- «Совместная поездка» (2014)
- «Увидимся в некрологе[англ.]» (1995)
- «Четвёртый человек» (2007)
- «Шальные деньги» (2010)
- «Шальные деньги 2» (2013)

### Телесериалы
- «Досье: Белградские кланы» (2014)
- «Досье: Земунский клан» (2015)
- «Власть в ночном городе» (2016, сезон 3)
- «Убийцы моего отца» (2016)

### Компьютерные игры
- Grand Theft Auto IV: главный герой — Нико Белик (Белич), сербского происхождения.